# Länsväg S 554
Länsväg 554 eller Länsväg S 554 (med länsbokstav eftersom vägnumret inte är unikt) är en 7 km lång trafikled som förbinder Karlstad med Skoghall, båda i Värmlands län. I likhet med andra sekundära länsvägar skyltas den inte med nummer.
Delen Hultsbergsmotet (E18) – Bellevue kallas Ullebergsleden, varefter länsvägen svänger ut på Skoghallsvägen som på Vidön övergår i Dingelsundsvägen. Den senare delen går huvudsakligen parallellt med järnvägen ut till Stora Ensos anläggning (Skoghallsverken). Länsväg 236 (Hammaröleden) är huvudväg för trafik mellan Skoghall och Karlstad, men för trafik till de västra stadsdelarna, Bergvik köpcenter och E18 västerut används länsväg 554 i stor utsträckning. Delen Ullebergsleden har också lokal trafik eftersom den passerar Zakrisdals och Gräsdalens företagscentra, bostadsområdet Bellevue samt Ulleberg, som efter att särskolan och vandrarhemmet flyttats därifrån byggs om till bostäder.

## Planer
Det har länge funnits förslag om att förlänga Ullebergsleden förbi korsningen med Skoghallsvägen, söder om Centralsjukhuset och Sommarro, till en ny anslutning med länsväg 236. Tillsammans med Hammaröleden, Örsholmsleden (eller Välsviksleden) och stadsmotorvägen E18 skulle vägen då fungera som en ringled runt Karlstads centrum. Förutom ny väg kräver förslaget två nya broar över Klarälvens deltaflöden, den ena som ersättning för den befintliga, växelvis enkelriktade Jakobsbergsbron. Förslaget har fått stöd av vissa politiker i Karlstads och Hammarö kommuner, men har aldrig förankrats i den politiska majoriteten, som väljer att prioritera andra vägprojekt.